# Processo Rinascita-Scott
Il Processo Rinascita-Scott (anche detto maxiprocesso alla 'Ndrangheta) è un processo penale contro la 'Ndrangheta iniziato nel 2020 ed attualmente in corso di svolgimento, istruito dai magistrati Antonio De Bernardo, Anna Maria Frustaci e Andrea Mancuso, coordinati dall'allora procuratore di Catanzaro Nicola Gratteri.
A novembre 2023 si è concluso il primo grado di giudizio, con importanti condanne.

## Storia
L'inchiesta relativa alla 'Ndrangheta vibonese partì nel 2016 e nel corso dei successivi 3 anni portò a un numero sempre crescente di arresti e operazioni delle forze dell'ordine.

### Il maxi-blitz dell'operazione Rinascita-Scott (19 dicembre 2019)
Il 19 dicembre 2019 si conclude l'operazione Rinascita-Scott che porta all'arresto di 334 persone in particolare nella Provincia di Vibo Valentia, tra cui i capi e affiliati di tutte le principali locali di 'ndrangheta vibonese e alleate dei Mancuso, oltre ai Mancuso stessi: la locale di Limbadi di Luigi Mancuso, la locale di Vibo Valentia dei Lo Bianco-Barba, la 'ndrina dei Camillò-Pardea-Ranisi con a capo Andrea Mantella (fino al pentimento nel 2016) dei quartieri Sant'Aloe, Cancello Rosso e San Leoluca sempre di Vibo Valentia, la 'ndrina Pugliese-Cassarola con a capo Rosario Pugliese, la locale di Piscopio sempre di Vibo Valentia guidata da Salvatore Giuseppe Galati i cui appartenenti intrattenevano rapporti con i Fiarè, i Razionale e i Gasparro, le locali di Filandari e Ionadi di Giuseppe e Leone Soriano, la locale di Mileto dei Pititto-Prostamo-Iannello-Mesiano la locale di San Gregorio d'Ippona dei Fiarè-Razionale-Gasparro con a capo Gregorio Gasparro e Saverio Razionale, la locale di Stefanaconi con a capo Salvatore Patania vicina al locale di Sant'Onofrio che controlla anche le 'ndrine di Pizzo, Filogaso e Maierato, la locale di Zungri degli Accorinti-Barbieri-Bonavena di Giuseppe Antonino Accorinti da cui dipendono anche le 'ndrine di Briatico, Cessaniti e Vibo Marina ed infine a Tropea e Ricadi la 'ndrina La Rosa diretta da Antonio e Francesco La Rosa. Saverio Razionale, Luigi Mancuso e Giuseppe Antonio Accorinti risultano gli esponenti di apicali del crimine vibonese. Tra gli arrestati ci sono anche esponenti politici tra i quali Giancarlo Pittelli (ex politico di Forza Italia), Gianluca Callipo, sindaco di Pizzo e presidente dell'ANCI in Calabria, avvocati tra cui il difensore di Giuseppe Zinnà indagato per riciclaggio (dopo essere stato trovato al confine svizzero-italiano il 4 dicembre con un assegno da 100 milioni di euro), Filippo Nesci, dirigente dell'urbanistica di Vibo Valentia, Danilo Tripodi impiegato al tribunale di Vibo Valentia, l'imprenditore edile Prestia, il ristoratore Ferrante, ed esponenti della massoneria. Per l'operazione sono stati impiegati circa 2500 carabinieri.
In seguito il Tribunale del riesame di Catanzaro scarcera 69 persone perché non sussistono più le esigenze di custodia cautelare, pur restando indagate.

### Il processo (2020-)

#### Rito abbreviato (2020-2021)
Parte per primo il troncone del processo degli imputati che hanno scelto il rito abbreviato. Il 6 novembre 2021 si chiude il processo di rito abbreviato, portando a 70 condanne e 20 assoluzioni.

#### Primo grado (2021-2023)
Il 13 gennaio 2021 si dà avvio al troncone principale del secondo più grande "Maxiprocesso" contro la 'Ndrangheta, probabilmente il più grande per numero di imputati contro la 'ndrangheta, rappresentata da Luigi Mancuso e i suoi "colletti bianchi" ed in particolare dal politico Giancarlo Pittelli. Si tiene in un'aula bunker del tribunale creato ad hoc a Lamezia Terme. I numeri del "Maxiprocesso" sono importanti: 438 capi d'imputazione e 479 imputati, 58 collaboratori di giustizia, 913 testimoni dell'accusa, oltre 2 000 testi della difesa composta da un collegio di 600 avvocati.
Durante lo svolgimento del processo vengono definite molto meglio diverse caratteristiche dell'associazionismo mafioso calabrese, come la struttura delle famiglie e dei clan, le doti e perfino l'abbigliamento da indossare.
Nel corso del 2023 vengono eseguiti ulteriori blitz contro la 'Ndrangheta vibonese, grazie a nuove investigazioni: uno a gennaio e uno a maggio.
Nel novembre 2023 si giunge alla sentenza di primo grado, con oltre 2200 anni di carcere totali per 322 imputati.
Particolare è stato l'avvicendamento della posizione dell'ex parlamentare Giancarlo Pittelli durante il primo grado di giudizio: prima arrestato nel maxi-blitz, poi detenuto agli arresti domiciliari per motivi di salute dall'ottobre 2020, poi rilasciato a febbraio 2023 perché le accuse sono state ritenute insussistenti; in seguito sono scattati nuovi arresti per Pittelli a seguito di un'accusa di bancarotta fraudolenta estranea a questo processo, ma poi sono stati revocati il successivo 7 dicembre. L'ex parlamentare è stato condannato nel processo Rinascita-Scott, ma la sentenza non è esecutiva in quanto si è concluso soltanto il primo grado di giudizio.
Il processo di primo grado è stato seguito con particolare attenzione dalla testata LaC News24, dalla Gazzetta del Sud e da Il Quotidiano del Sud.

#### Secondo grado
Il processo di secondo grado sarà celebrato presso la Corte d'appello di Catanzaro.

#### Processo "Rinascita-Scott 3 - Assocompari"
A fine 2023 inizia anche il processo "Rinascita-Scott 3" scaturito da un'operazione della DDA contro il clan Bonavota di Sant’Onofrio, per un totale di 25 imputati di cui 4 che scelgono il rito abbreviato.